# Irena Sendler
Irena Stanisława Sendler, in het Pools ook bekend onder Irena Sendlerowa, geboren als Krzyżanowska (Otwock, 15 februari 1910 - Warschau, 12 mei 2008), was een Pools verzetsstrijdster. Ze organiseerde de kinderafdeling van de Raad voor de Ondersteuning van Joden (Żegota) die in 1942 door Polen van verschillende geloofsrichtingen en wereldbeschouwingen werd opgericht om Joden van de Duitse bezetter te redden.

## Levensloop
Sendler was ziekenverzorgster voor epidemiecontrole en had daardoor toegang tot het getto van Warschau. Samen met anderen lukte het haar om 2500 Joodse kinderen uit het getto te smokkelen en ze onder te brengen bij Poolse families, kloosters en weeshuizen. Via contacten binnen het ministerie van welvaart verkregen de kinderen valse papieren.
In 1943 werd Sendler door de Gestapo gevangengenomen en ter dood veroordeeld. Onder foltering - haar beide benen en voeten werden gebroken - moest ze de namen van de geredde kinderen prijsgeven, maar ze verried niets. Om een latere hereniging van de kinderen met hun ouders mogelijk te maken, had Sendler versleutelde namenlijsten bijgehouden en in weckflessen onder een appelboom in een tuin verstopt.
Het lukte Żegota om Sendler door middel van omkoping vrij te krijgen. Een SS'er sloeg haar op weg naar haar executie neer en liet haar aan de kant van de weg liggen. Dat de executie officieel wel plaats had gevonden, ervoer ze later via mededelingsborden van de bezetter. Sendler veranderde daarop haar identiteit en leefde tot aan het eind van de oorlog ondergronds onder een valse naam.
Irena is in 2008 overleden en ligt begraven op de Powązki begraafplaats (Cmentarz Powązkowski). Zij ligt in sectie 54, rij 4, graf 22. Het is een zwart marmeren graf

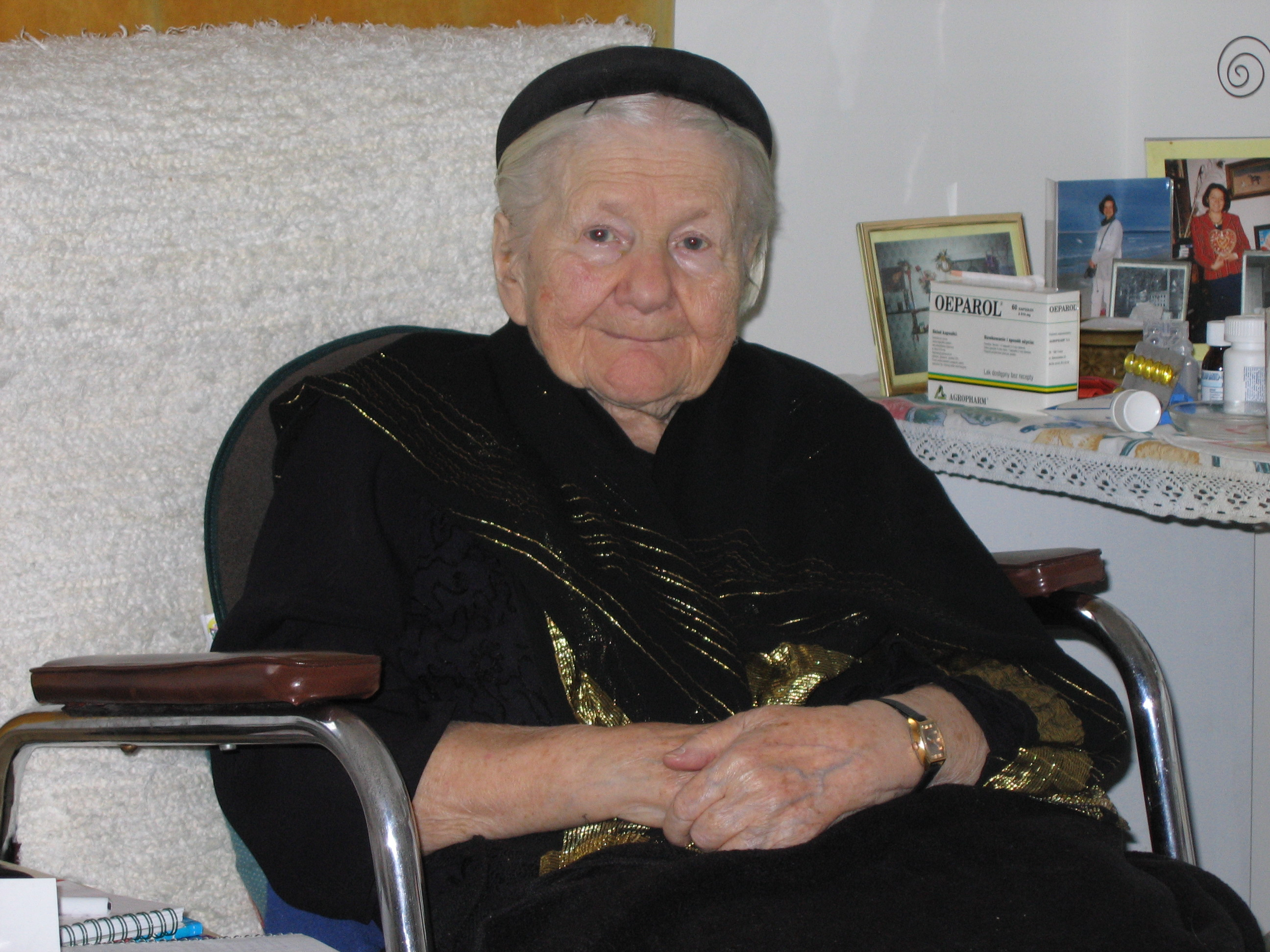
Irena Sendler, Warschau, 2005

## Erkenning
In 1965 werd Sendler door Jad Wasjem onderscheiden met de eretitel Rechtvaardige onder de Volkeren. Op 10 november 2003 werd ze onderscheiden in de Orde van de Witte Adelaar, de hoogste onderscheiding in Polen. Ze ontving nog meer onderscheidingen en werd daarnaast in 2007 door de Poolse senaat voorgedragen als een van de 181 genomineerden voor een Nobelprijs voor de Vrede.
Haar leven werd beschreven in een boek van Anna Mieszkowska dat in 2007 in het Duits werd uitgebracht en in 2010 werd vertaald in het Engels. Regisseur John Kent Harrison verfilmde haar leven in 2009 in de film The Courageous Heart of Irena Sendler, waarin actrice Anna Paquin de rol van Sendler vertolkt.

## Film
- Harrison, John Kent (regisseur en scenarioschrijver) (2009) The Courageous Heart of Irena Sendler